# Mario Rigamonti
Mario Rigamonti (17. december 1922 - 4. maj 1949) var en italiensk fodboldspiller (forsvarer/defensiv midtbane).
Rigamonti tilbragte hele sin karriere i hjemlandet, hvor han repræsenterede blandt andet Brescia og Torino. Han vandt fire italienske mesterskaber i træk med Torino i perioden 1946-1949. Han spillede desuden tre kampe for det italienske landshold.
Rigamonti omkom i flyulykken i Superga 4. maj 1949, hvor næsten hele Torino FC's hold blev udslettet. Holdet var på vej hjem fra en opvisningskamp i Lissabon mod Benfica, da klubbens fly styrtede ned ved Basilica di Superga-kirken i udkanten af Torino. Alle 31 ombordværende omkom.
Brescias stadion, Stadio Mario Rigamonti, er opkaldt efter Rigamonti.

## Titler
Serie A
- 1946, 1947, 1948 og 1949 med Torino